# Betzenweiler
Betzenweiler è un comune tedesco di 776 abitanti situato nel land del Baden-Württemberg.